# 1370 Hella
1370 Hella è un asteroide della fascia principale. Scoperto nel 1935, presenta un'orbita caratterizzata da un semiasse maggiore pari a 2,2509314 au e da un'eccentricità di 0,1702730, inclinata di 4,80527° rispetto all'eclittica.
L'asteroide è dedicato all'astronoma tedesca Helene Nawicki.